# Charlotte Flair
Pour l’article homonyme, voir  Charlotte.
Ashley Elizabeth Fliehr (née le 5 avril 1986 à Charlotte, Caroline du Nord) est une catcheuse américaine. Elle travaille à la World Wrestling Entertainment, dans la division SmackDown, sous le nom de Charlotte Flair, où elle est l'actuelle championne par équipe avec Alexa Bliss
Elle est la fille du catcheur Ric Flair et décide de devenir catcheuse en 2012 en signant un contrat avec la WWE. Elle rejoint alors la Florida Championship Wrestling puis NXT et y remporte le championnat féminin de la NXT.

## Jeunesse
Ashley est la fille de Richard et Elizabeth Fliehr. Elle a un frère Reid et un demi-frère et une demi-sœur qui s'appellent David et Megan nés du précédent mariage de son père. Elle fait partie de l'équipe de volley-ball de son lycée au Providence High School à Charlotte. Avec son équipe, elle remporte à deux reprises le championnat de l'état de Caroline du Nord. Elle obtient aussi des distinctions à titre individuel et est notamment la Most Valuable Player de l'année 2003.
Après le lycée, elle obtient une bourse sportive pour jouer dans l'équipe de volley-ball de l'université d'État des Appalaches. Elle termine ses études à l'université d'État de la Caroline du Nord où elle ne joue pas au volley-ball et quitte l'université avec un diplôme en relations publiques.

## Carrière

### World Wrestling Entertainment (2012-...)

#### Débuts à laNXTet championne de laNXT(2012-2015)
En mai 2012, elle signe un contrat avec la World Wrestling Entertainment (WWE) et rejoint le club-école de la fédération, la Florida Championship Wrestling.

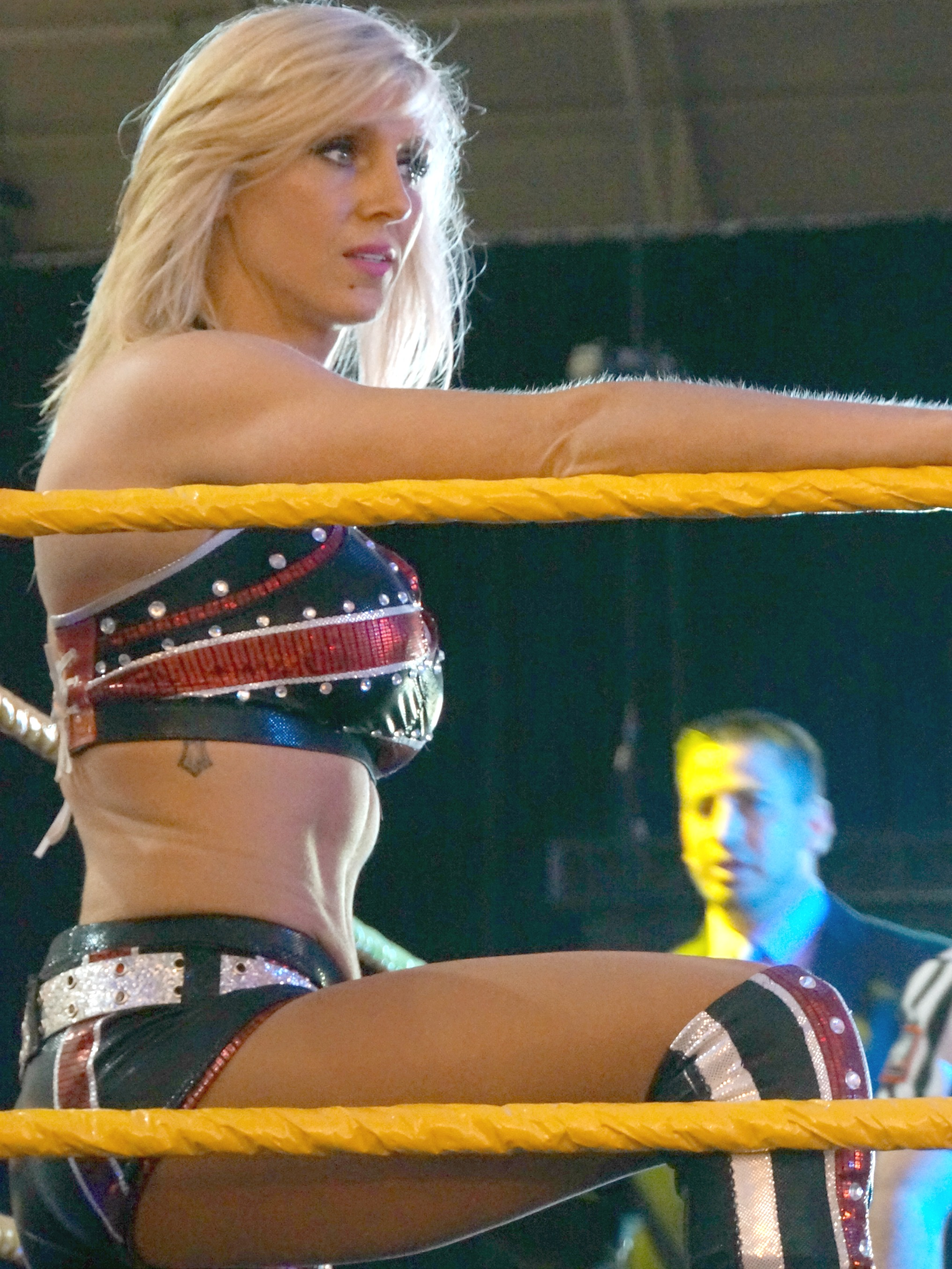
Charlotte Flair en 2014.

Le 17 juillet 2013 à NXT, accompagnée par son père Ric Flair, elle fait ses débuts dans la brand jaune en battant Bayley[réf. nécessaire].
Le 21 novembre, la WWE annonce qu'elle va devoir subir une opération mineure et s'absenter pendant deux mois.
Le 29 janvier 2014 à NXT, elle fait son retour d'opération, après 2 mois d'absence. Accompagnée de Summer Rae, elle assiste à la victoire de Sasha Banks sur Bayley[réf. nécessaire].
Le 29 mai à NXT TakeOver, elle devient la nouvelle championne  de la NXT en battant Natalya en finale du tournoi, remportant le titre pour la première fois de sa carrière[réf. nécessaire].
Le 11 septembre à NXT TakeOver: Fatal 4-Way, elle conserve son titre en battant Bayley[réf. nécessaire].
Le 11 décembre à NXT TakeOver: R Evolution, elle conserve son titre en battant Sasha Banks[réf. nécessaire].
Le 11 février 2015 à NXT TakeOver: Rival, elle perd face à cette même adversaire dans un Fatal 4-Way match, qui inclut également Bayley et Becky Lynch, ne conservant pas son titre[réf. nécessaire].
Le 20 mai à NXT TakeOver: Unstoppable, Bayley et elle battent Dana Brooke et Emma.

#### Championne des Divas (2015-2016)
Le 13 juillet à Raw, elle fait ses débuts dans le roster principal aux côtés de Becky Lynch et Paige, avec qui elle forme un trio appelé P.C.B, et les trois catcheuses confrontent l'équipe Bella (les Bella Twins et Alicia Fox), mais l'arrivée de celle de B.A.D (Sasha Banks, Naomi et Tamina) provoque une bagarre générale entre les trois trios féminins. 6 soirs plus tard à Battleground, accompagnée de ses deux partenaires, elle bat Brie Bella et Sasha Banks par soumission dans un Triple Threat match. Le 23 août à SummerSlam, l'équipe P.C.B bat celles des Bella et B.A.D dans un Triple Threat Elimination Tag Team match. Le 20 septembre à Night of Champions, elle devient la nouvelle championne des Divas en battant Nikki Bella par soumission, remporte le titre pour la première fois de sa carrière, et son premier titre solo. Après le combat, elle est félicitée par ses deux équipières et son père, Ric Flair. Mais le lendemain à Raw, Paige effectue un Heel Turn, fait une promo en disant qu'elle en est là grâce à son père et réprimande les Superstars de la division féminine.
Le 25 octobre à Hell in a Cell, elle conserve son titre en battant l'ancienne double championne. Le 22 novembre aux Survivor Series, elle conserve son titre en battant Paige par soumission. Le 13 décembre à TLC, elle conserve son titre en rebattant sa même adversaire, aidée par les interventions extérieures de son père.
Le 4 janvier 2016 à Raw, elle perd face à la catcheuse irlandaise. Après le combat, furieuse, elle effectue un Heel Turn et attaque son ancienne partenaire. 22 soirs plus tard au Royal Rumble, elle conserve son titre en battant Becky Lynch, aidée par des interventions extérieures de son père.

#### Quadruple championne deRaw(2016-2017)

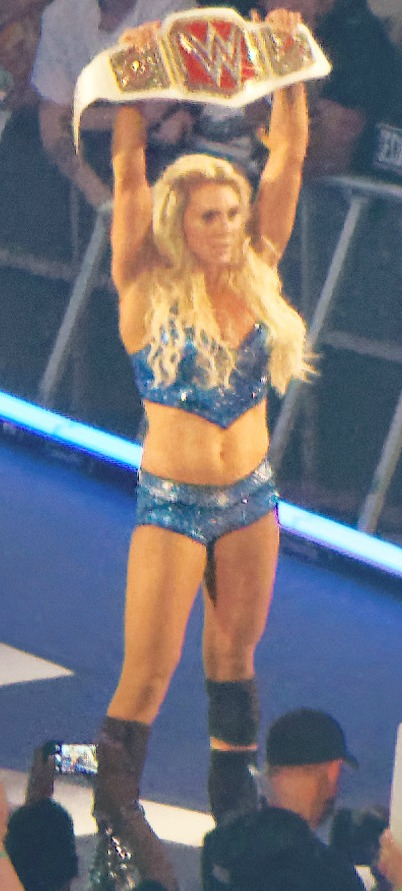
La catcheuse à WrestleMania 32 en gagnant le WWE Women's Championship.

Le 3 avril à WrestleMania 32, elle devient la première championne de Raw de l'histoire en battant Becky Lynch et Sasha Banks dans un Triple Threat match. Le 1er mai à Payback, elle conserve son titre en battant Natalya. Le 22 mai à Extreme Rules, elle conserve son titre en rebattant sa même adversaire par soumission, aidée par une intervention extérieure de Dana Brooke. Le 19 juin à Money in the Bank, Dana Brooke et elle battent Becky Lynch et Natalya. 

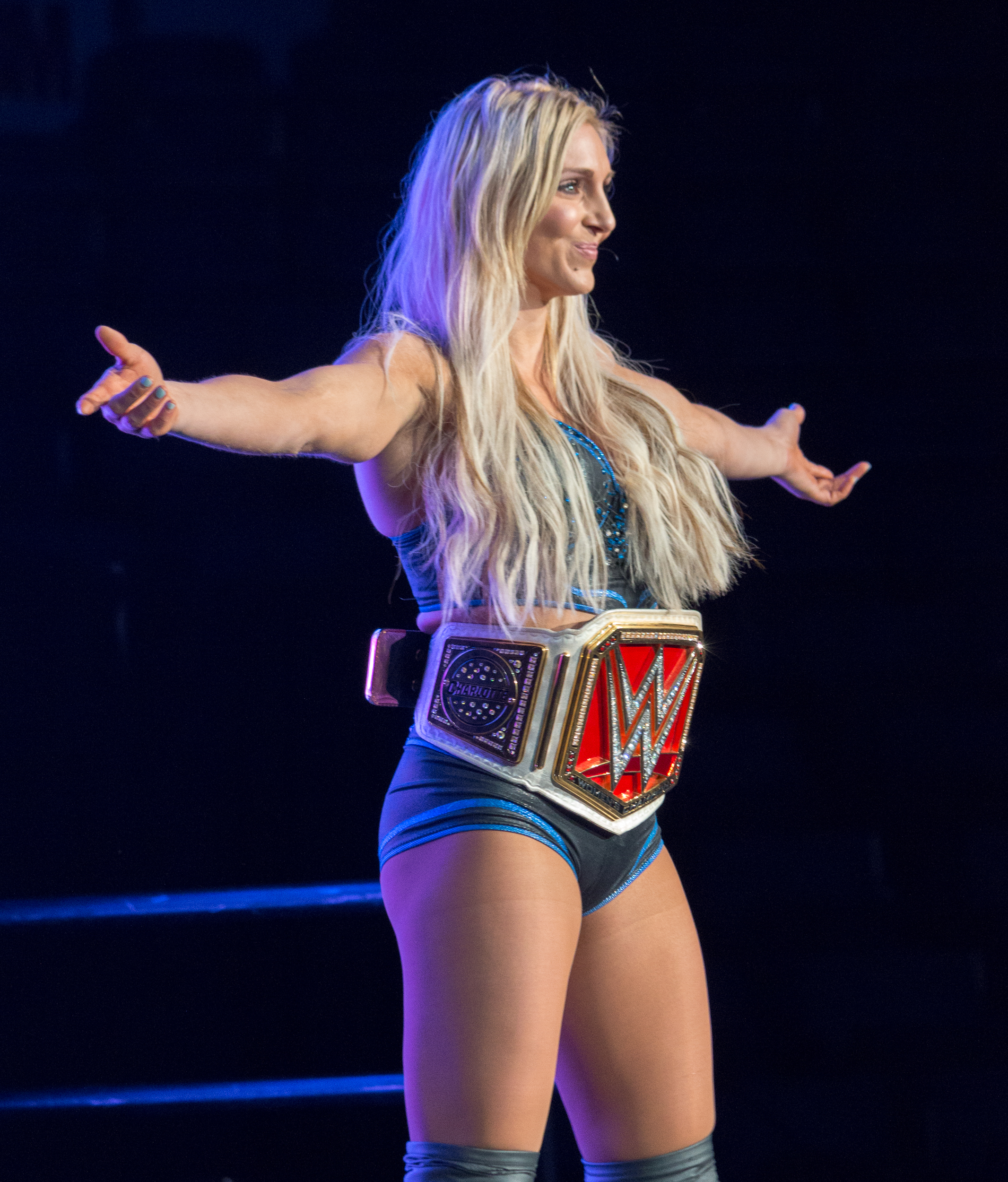
Charlotte Flair avec le WWE Women's Championship en 2016.

Le 24 juillet à Battleground, sa coéquipière et elle perdent face à Bayley et Sasha Banks. Le lendemain à Raw, elle ne conserve pas sa ceinture, battue par sa seconde précédente adversaire. Le 21 août à SummerSlam, elle redevient championne de Raw, pour la seconde fois, en prenant sa revanche sur The Boss. Le 25 septembre à Clash of Champions, elle conserve son titre en battant Bayley et Sasha Banks dans un Triple Threat match.
Le 3 octobre à Raw, elle ne conserve pas sa ceinture, rebattue par sa même opposante. Le 30 octobre à Hell in A Cell, elle redevient championne de Raw, pour la troisième fois, en prenant sa revanche sur Sasha Banks et remporte le premier Women's Hell in a Cell match de l'histoire. Le 20 novembre aux Survivor Series, l'équipe Raw, dont elle fait partie, bat celle de SmackDown dans son tout premier Women's 5-on-5 Traditional Survivor Series Woman's Elimination match. Le 28 novembre à Raw, elle ne conserve pas sa ceinture, rebattue par The Boss dans un Falls Count Anywhere match. Le 18 décembre à Roadblock: End of the Line, elle redevient championne de Raw, pour la quatrième fois, en prenant sa revanche sur sa même adversaire dans un 30-Minute Iron Women match (3-2).
Le 29 janvier 2017 au Royal Rumble, elle conserve son titre en battant Bayley. 15 soirs plus tard à Raw, elle ne conserve pas sa ceinture, battue par sa même adversaire dans un match revanche. Le 5 mars à Fastlane, elle ne remporte pas la ceinture, rebattue par sa même opposante, et subit sa première défaite en solo dans un PLE après 16 victoires consécutives.
Le 2 avril à WrestleMania 33, elle ne remporte pas la ceinture, rebattue par Bayley dans un Fatal 4-Way Elimination match qui inclut également Nia Jax et Sasha Banks.

#### Draft àSmackDown Liveet quintuple championne deSmackDown(2017-2019)
Le 11 avril à SmackDown Live, lors du Superstar Shake-Up, elle est annoncée être officiellement transférée au show bleu. Le 21 mai à Backlash, Naomi, Becky Lynch et elle perdent face à Natalya, Carmella et Tamina dans un 6-Women Tag Team match. Le 18 juin à Money In The Bank, elle participe au premier Women's Money in The Bank Ladder match de l'histoire, mais ne remporte pas la mallette, gagnée par Carmella (aidée par James Ellsworth).
Le 23 juillet à Battleground, elle ne devient pas aspirante no 1 au titre féminin de SmackDown à SummerSlam, battue par Natalya dans un Fatal 5-Way Elimination match qui inclut également Becky Lynch, Lana et Tamina. Le 19 septembre à SmackDown Live, elle fait son retour après 2 mois d'absence et devient aspirante no 1 au titre féminin de SmackDown à Hell in a Cell en battant Tamina, Naomi et Becky Lynch dans un Fatal 4-Way match.

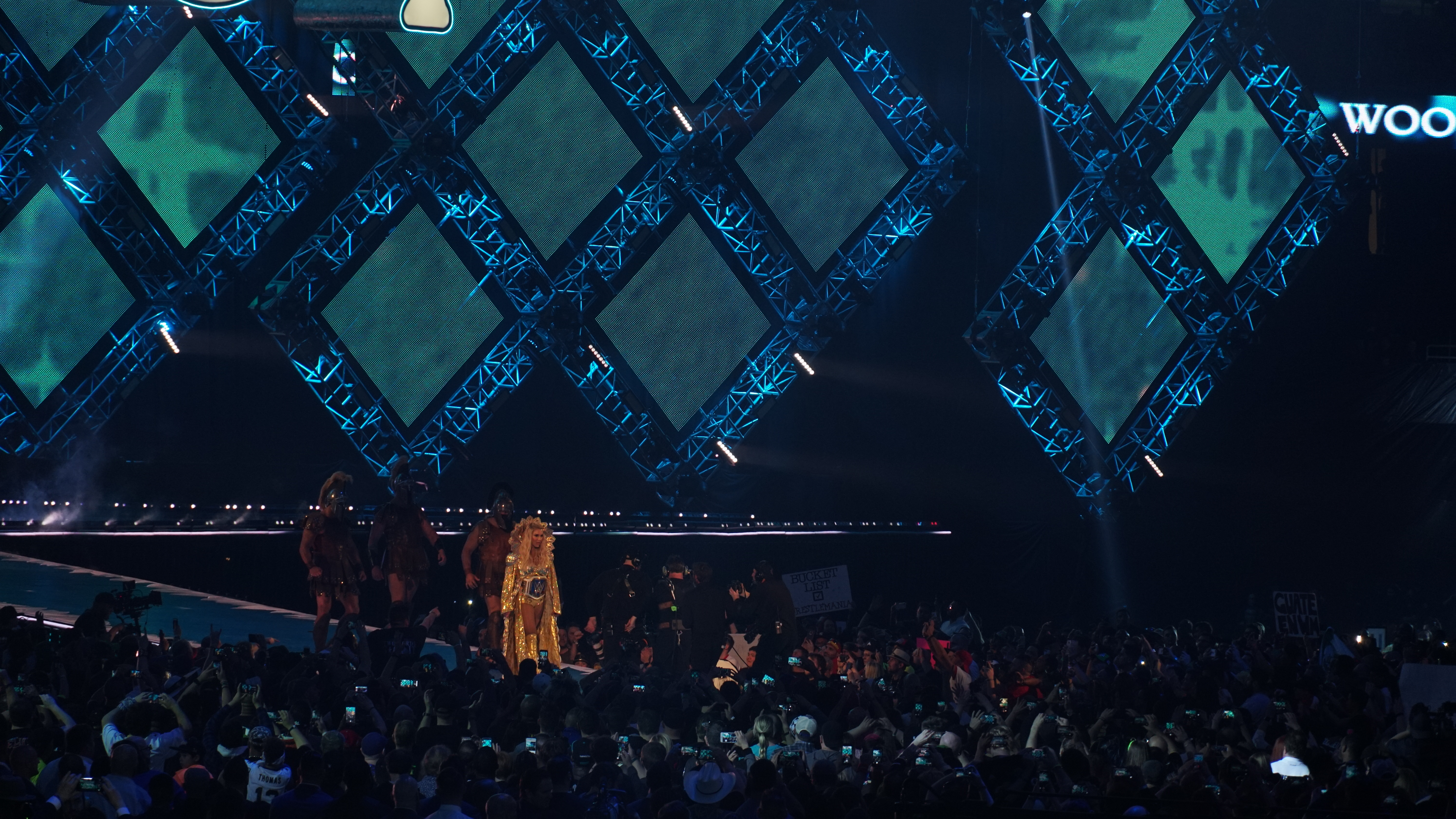
Flair pendant son entrée à WrestleMania 34 avec le SmackDown Women's Championship

Le 8 octobre à Hell in a Cell, elle bat la catcheuse canadienne par disqualification après que cette dernière l'ait attaquée avec une chaise, mais ne remporte pas la ceinture. Le 14 novembre à SmackDown Live, elle devient la nouvelle championne de SmackDown en prenant sa revanche sur sa même adversaire par soumission et remporte le titre pour la première fois de sa carrière. 5 soirs plus tard aux Survivor Series, elle bat la championne  de Raw, Alexa Bliss, par soumission dans un Champion vs. Champion match. Le 17 décembre à Clash of Champions, elle conserve son titre en rebattant Natalya dans un Lumberjack match.
Le 11 mars 2018 à Fastlane, elle conserve son titre en battant Ruby Riott. Après le combat,  Asuka la confronte et la choisit officiellement comme adversaire pour WrestleMania 34 après avoir pointé le logo du doigt.
Le 3 avril, Bobby Roode et elle ne remportent pas le Mixed Match Challenge, battus The Miz et Asuka en finale. 5 soirs plus tard à WrestleMania 34, elle conserve son titre en battant la catcheuse japonaise par soumission et lui fait subir sa première défaite depuis son arrivée à la WWE. Après le combat, son adversaire la félicite et les deux catcheuses se prennent mutuellement dans les bras avec les larmes aux yeux. Le 10 avril à SmackDown Live, elle se fait attaquer par les IIconics et ne conserve pas sa ceinture, battue par Carmella qui a encaissé sa mallette sur elle. Le 6 mai à Backlash, elle ne remporte pas la ceinture, rebattue par sa même adversaire. Le 17 juin à Money in the Bank, elle ne remporte pas la mallette, gagnée par Alexa Bliss. Le lendemain, elle s'absente à cause de la rupture d'un de ses implants mammaires.
Le 31 juillet à SmackDown Live, elle fait son retour et vient en aide à Becky Lynch qui subissait les assauts de Carmella. Plus tard dans la soirée, elle bat cette dernière par soumission et s'ajoute dans le match pour la ceinture à SummerSlam. 19 soirs plus tard à SummerSlam, elle redevient championne  de SmackDown, pour la seconde fois, en battant Becky Lynch et Carmella dans un Triple Threat match. Après le combat, la catcheuse irlandaise effectue un Heel Turn et passe ses colère et  frustration sur elle,. Le 16 septembre à Hell in a Cell, elle ne conserve pas sa ceinture, battue par son ancienne amie. Après la rencontre, elle tente de serrer la main de son adversaire qui refuse.
Le 6 octobre à Super Show-Down, elle bat Becky Lynch par disqualification, mais ne remporte pas la ceinture. Le 28 octobre à Evolution, elle ne remporte pas la ceinture, rebattue par sa même adversaire dans le tout premier Last Women Standing match. Le 18 novembre aux Survivor Series, elle perd face à Ronda Rousey par disqualification pour avoir frappé son adversaire avec un kendo stick. Après le combat, elle effectue un Heel Turn, passe à tabac la championne de Raw avec l'objet et lui porte une Guillotine avec une chaise autour du cou de son opposante,. Le 16 décembre à TLC, elle ne remporte pas la ceinture féminine du show bleu, battue par Asuka dans le tout premier Women's Triple Threat TLC match de l'histoire qui inclut également Becky Lynch, à la suite d'une intervention extérieure de Ronda Rousey en faveur de la catcheuse japonaise.
Le 27 janvier 2019 au Royal Rumble, elle entre dans son tout premier Women's Royal Rumble match en 13e position, élimine Xia Li, Tamina, Lacey Evans, Carmella et Bayley (aidée par Nia Jax) avant d'être elle-même éliminée en dernière par la future gagnante, Becky Lynch après 50 minutes de match. Le 11 février à Raw, à la surprise générale, Vince McMahon suspend la gagnante de la précédente stipulation pour 60 jours et la choisit pour la remplacer Le 18 février à Elimination Chamber, après la victoire de Ronda Rousey sur Ruby Riott, elle confronte la première avant que les deux catcheuses ne soient interrompues par The Man qui les tabasse à coups de béquilles avant d'être évacuée par la sécurité. Le 4 mars à Raw, Stephanie McMahon lève la suspension de la catcheuse irlandaise et organise un match entre cette dernière et elle à Fastlane et en cas de victoire, Becky Lynch sera ajoutée au match à WrestleMania 35. The Baddest Women on the Planet effectue un Heel Turn et attaque celle-ci à plusieurs reprises. 6 soirs plus tard à Fastlane, elle perd face à son ancienne amie par disqualification après que cette dernière ait été attaquée par Ronda Rousey, ce qui fait que son adversaire s'ajoute au match pour le titre féminin de Raw à WrestleMania 35. Le 26 mars à SmackDown Live, elle redevient championne  de SmackDown, pour la troisième fois, en battant Asuka par soumission.
Le 7 avril à WrestleMania 35, sa seconde adversaire et elle ne conservent pas leurs ceintures, battues par The Man dans un Triple Threat Winner Takes All Match. Le 19 mai à Money in the Bank, elle redevient championne  de SmackDown, pour la quatrième fois, en prenant sa revanche sur Becky Lynch. Quelques secondes plus tard, elle ne conserve pas sa ceinture, battue par Bayley qui a utilisé sa mallette sur elle.
Le 11 août à SummerSlam, elle bat Trish Stratus par soumission. Le 15 septembre à Clash of Champions, elle effectue un Face Turn, mais ne remporte pas la ceinture, rebattue par Bayley.
Le 6 octobre à Hell in a Cell, elle redevient championne de SmackDown, pour la cinquième fois, en prenant sa revanche sur sa même adversaire par soumission. 5 soirs plus tard à SmackDown, elle ne conserve pas sa ceinture, rebattue par sa même opposante qui a effectué un Heel Turn, arboré un nouveau look, adopté une nouvelle attitude et détruit les Bayley Buddies qui caractérisaient son anciene gimmick.

#### Draft àRaw, gagnante duRoyal Rumble, double championne deNXT, championne par équipe avec Asuka et sextuple championne deRaw(2019-2021)
Le 14 octobre à Raw, lors du Draft, elle est annoncée être transférée au show rouge par Stephanie McMahon. Dans la même soirée, elle confronte Becky Lynch, la frappe, mais perd ensuite son match contre elle. Le 24 novembre aux Survivor Series, l'équipe Raw, dont elle fait partie, perd face à celle de NXT dans un Women's 5-on-5 Traditional Survivor Series Triple Threat Elimination Tag Team match qui inclut également l'équipe SmackDown. Le 15 décembre à TLC, la catcheuse irlandaise et elle ne remportent pas les titres féminins par équipe, battues par les Kabuki Warriors dans un TLC Tag Team match.
Le 26 janvier 2020 au Royal Rumble, elle entre dans le Women's Royal Rumble match en 17e position et le remporte en éliminant Bianca Belair, Kelly Kelly, Sarah Logan et Shayna Baszler en dernière position. Le 17 février à NXT TakeOver: Portland, elle effectue un Heel Turn, car elle attaque Rhea Ripley qui venait de conserver son titre féminin de NXT contre The EST et choisit officiellement la catcheuse australienne comme adversaire pour WrestleMania 36.
Le 5 avril à WrestleMania 36, elle redevient championne de NXT, pour la seconde fois, en battant Rhea Ripley par soumission. Le 7 juin à NXT TakeOver: In Your House, elle ne conserve pas sa ceinture, battue par Io Shirai dans un Triple Threat match qui inclut également sa même adversaire. Le 23 juin, la WWE annonce qu'elle doit s'absenter pour cause de blessure à l'épaule, ce qui est en réalité une blessure scénaristique, car elle doit se faire opérer pour réparer un de ses implants mammaires.
Le 20 décembre à TLC, elle fait son retour après 6 mois d'absence en tant que Face, devient la partenaire mystère d'Asuka et ensemble, les deux catcheuses deviennent les nouvelles championnes par équipe en battant Nia Jax et Shayna Baszler. Elle remporte son premier titre par équipe et devient, par la même occasion, la 5e Triple Crown Champion, ainsi que la 4e Grand Slam Champion.
Le 31 janvier 2021 lors du pré-show au Royal Rumble, à la suite des distractions de Lacey Evans et Ric Flair, elles ne conservent pas leurs ceintures, battues par leurs mêmes adversaires dans un match revanche. Plus tard dans la soirée, elle entre dans le Women's Royal Rumble match en 15e position, élimine Peyton Royce, avant d'être elle-même éliminée par la future gagnante, Bianca Belair et Rhea Ripley après 33 minutes de match. Le 23 mars, elle est testée positive à la Covid-19 et doit s'absenter pendant 15 jours.
Le 12 avril à Raw, elle fait son retour et effectue un Heel Turn, car elle attaque les catcheuses japonaise et australienne pendant leur match revanche pour la ceinture féminine du show rouge de WrestleMania 37. Le 16 mai à WrestleMania Backlash, elle ne remporte pas la ceinture, battue par The Nightmare dans un Triple Threat match qui inclut également son ancienne partenaire. Le 20 juin à Hell in a Cell, elle bat Rhea Ripley par disqualification, mais ne remporte pas la ceinture.
Le 18 juillet à Money in the Bank, elle redevient championne de Raw, pour la cinquième fois, en prenant sa revanche sur sa même adversaire. Le lendemain à Raw, elle perd face à la catcheuse australienne par disqualification, mais conserve son titre. Après le combat, son adversaire l'attaque et elle ne conserve pas sa ceinture, battue par Nikki A.S.H qui a utilisé sa mallette sur elle. Le 21 août à SummerSlam, elle redevient championne de Raw, pour la sixième fois, en prenant sa revanche sur la catcheuse écossaise et sa même rivale par soumission dans un Triple Threat match. Le 26 septembre à Extreme Rules, elle conserve son titre en battant Alexa Bliss.

#### Draft àSmackDown, septuple championne, diverses rivalités et blessure (2021-2023)
Le 1er octobre à SmackDown, lors du Draft, elle est annoncée être officiellement transférée au show bleu par Sonya Deville. 19 soirs plus tard à SmackDown, Becky Lynch et elle procèdent à l'échange de leurs titres respectifs, ce qui fait qu'elle devient sextuple championne du show bleu. Le 21 novembre aux Survivor Series, elle perd face à la championne de Raw, son ancienne amie, dans un Champion vs. Champion match.
Le 29 janvier 2022 au Royal Rumble, elle entre dans le Women's Royal Rumble match en 17e position, élimine Aliyah, Bianca Belair, Rhea Ripley, Lita et Shayna Baszler avant d'être elle-même éliminée en dernière par la future gagnante, Ronda Rousey, revenue de deux ans et neuf mois d'absence, après 31 minutes de match. 6 soirs plus tard à SmackDown, la gagnante de la précédente stipulation la choisit officiellement comme adversaire pour WrestleMania 38. Le 19 février à Elimination Chamber, Sonya Deville et elle perdent face à Naomi et Ronda Rousey par soumission.
Le 2 avril à WrestleMania 38, elle conserve son titre en battant l'ancienne championne de MMA. Le 8 mai à WrestleMania Backlash, elle ne conserve pas sa ceinture, battue par sa même adversaire par soumission dans un « I Quit » match. Le lendemain, elle souffre d'une fracture du radius et doit s'absenter pendant 7 mois et demi.
Le 30 décembre à SmackDown, elle fait son retour, en tant que Face, et défie Ronda Rousey dans un match revanche pour la ceinture, ce qu'accepte cette dernière. Elle redevient ensuite championne de SmackDown, pour la septième fois, en la battant.
Un mois plus tard à Raw, Rhea Ripley, qui a gagné le Women's Royal Rumble match de cette année, la choisit officiellement comme adversaire pour WrestleMania 39. 
Le 1er avril à WrestleMania 39, elle ne conserve pas sa ceinture, battue par la catcheuse australienne et, de ce fait,  perd également le match revanche gagné à WrestleMania 36.
Le 9 juin à SmackDown, elle fait son retour après trois mois d'absence et défie Asuka dans un match pour le titre féminin, accepté par cette dernière.
Le 5 août à SummerSlam, elle ne remporte pas la ceinture, battue par Bianca Belair dans un Triple Threat match qui inclut également la catcheuse japonaise. Après le combat, IYO SKY attaque les trois catcheuses, encaisse sa mallette sur la nouvelle championne et remporte la ceinture en la battant. 
Le 7 octobre à Fastlane, elle ne remporte pas la ceinture, battue par The Genius of the Sky dans la même stipulation qui inclut également The Empress of Tommorow. Le 25 novembre aux Survivor Series: WarGames, Bianca Belair, Becky Lynch, Shotzi et elle battent Damage CTRL dans son tout premier Women's WarGames match. Pendant la rencontre, elle se réconcilie avec la catcheuse irlandaise. Le 8 décembre à SmackDown, elle perd face à Asuka. Pendant le combat, elle se blesse le genou gauche en faisant une mauvaise chute des cordes. Le 15 décembre, il est annoncé que, suite à sa blessure au genou, elle va devoir s'absenter pour une durée indéterminée.

#### Retour, double gagnante duRoyal Rumble, alliance et double championne par équipe avec Alexa Bliss (2025-...)
Le 1er février 2025 au Royal Rumble, elle fait son retour de blessure après un an et un mois d'absence, entre dans le Women's Royal Rumble match en 27e position, le remporte en éliminant Michin, Piper Niven, Nia Jax et Roxanne Perez en dernière et devient la première catcheuse à gagner deux fois la stipulation. 13 soirs plus tard à SmackDown, elle effectue un Heel Turn, attaque Tiffany Stratton et la choisit officiellement comme adversaire pour WrestleMania 41.
Le 19 avril à WrestleMania 41, elle ne remporte pas le titre féminin, battue par sa nouvelle opposante.
Le 4 juillet à SmackDown, elle effectue un Tweener Turn, s'allie officiellement avec Alexa Bliss et ensemble, les deux catcheuses battent Michin et B-Fab et The Secret Hervice (Alba Fyre et Piper Niven) dans un Triple Threat Tag Team match et se qualifient pour la stipulation pour les ceintures féminines par équipe à Evolution. 9 soirs plus tard à Evolution, elles ne remportent pas les ceintures, battues par The Judgment Day (Raquel Rodriguez et Roxanne Perez) dans un Fatal 4-Way Tag Team match  qui inclut également Sol Ruca et Zaria et les Kabuki Warriors.
Le 2 août à SummerSlam, elles deviennent les nouvelles championnes par équipe en prenant leur revanche sur leurs mêmes adversaires. Elle remporte les titres pour la seconde fois et sa coéquipière pour la quatrième fois.

## Vie privée
Charlotte a été mariée trois fois dans sa vie : en 2010 avec Riki Johnston, mais a divorcé de ce dernier l'année suivante, à la suite de violences domestiques ; en 2013, avec Thomas Latimer, plus connu sous le nom de Bram, mais le couple s'est séparé deux ans plus tard. 
En mai 2022, elle se marie avec le catcheur de la WWE, Andrade. Le couple divorce en février 2025.
Elle avait également un petit frère, Reid, qui s'est suicidé le 29 mars 2013 par overdose de drogue.

## Palmarès
- World Wrestling Entertainment
  - 6 fois Championne de la WWE (Raw) (première)
  - 7 fois Championne du monde (SmackDown)
  - 1 fois Championne des Divas de la WWE (dernière)
  - 2 fois Championne de la NXT
  - 2 fois Championne par équipe avec Asuka (1) et Alexa Bliss (1)
  - 5e Triple Crown Women's Champion de la WWE
  - 4e Grand Slam Women's Champion de la WWE
  - Vainqueure du Royal Rumble (2020 et 2025)
  - NXT Women's Championship Tournament 2014[119]
  - Slammy Awards:
    - 2024 : Match de l’année (Charlotte Flair contre Rhea Ripley pour le WWE SmackDown Women's Championship à WrestleMania 39)

## Filmographie

### Cinéma
- 2017 : Psych: The Movie de Steve Franks (en) : Heather Rockrear

## Récompenses des magazines
- Pro Wrestling Illustrated
  - Débutante de l'année en 2014[120]

| Année | 2014 | 2015 | 2016 | 2017 | 2018 | 2019 | 2020 | 2021 | 2022 | 2023 |
| ----- | ---- | ---- | ---- | ---- | ---- | ---- | ---- | ---- | ---- | ---- |
| Rang  | 10   | 6    | 1    | 2    | 3    | 2    | 4    | 15   | 8    | 21   |